# Emilio Petiva
Emilio Petiva (Torino, 30 gennaio 1890 – Torino, 17 settembre 1980) è stato un ciclista su strada italiano, professionista dal 1910 al 1928.

## Carriera
In carriera ottenne il suo risultato più prestigioso, il titolo di campione italiano, nella sua prima stagione da professionista. Nelle stagioni successive fu piuttosto incostante, con un quarto posto al Giro d'Italia 1920 (e vincitore della classifica isolati) e diversi anni da gregario. Vinse due edizioni della Coppa Placci e un Giro dell'Umbria. Anche il fratello Eduardo fu corridore professionista.

## Palmarès
- 1910 (Peugeot, una vittoria)

Campionati italiani, Prova in linea
- 1911 (Fiat, una vittoria)

Coppa San Giorgio
- 1919 (individuale, una vittoria)

Giro delle Alpi Apuane
- 1924 (individuale, una vittoria)

Coppa Placci
- 1925 (individuale, una vittoria)

Coppa Placci
- 1926 (individuale, una vittoria)

Giro dell'Umbria

### Altri successi
- 1920 (individuale)

8ª tappa Giro d'Italia  (Trieste > Milano, cronosquadre)

## Piazzamenti

### Grandi Giri
- Giro d'Italia

1911: ritirato
1913: 15º
1914: ritirato
1920: 4º
1921: ritirato
1922: ritirato
1923: 8º
1924: ritirato
1925: ritirato
1926: ritirato
1928: 25º
1930: ritirato
- Tour de France

1927: ritirato (4ª tappa)

### Classiche monumento
- Milano-Sanremo

1910: ritirato
1911: ritirato
1912: ritirato
1914: 25º
1920: 12º
1921: 22º
1922: 13º
1923: 12º
1926: 27º
- Giro di Lombardia

1912: 11º
1913: 11º
1914: 8º
1920: 11º
1921: 8º
1922: 13º
1923: ritirato
1924: 11º